# Horacio Pagani
Horacio Pagani (Casilda, 10 de novembro de 1955) é um empresário e engenheiro argentino radicado na Itália, famoso mundialmente por fundar em 1992 e presidir a Pagani Automobili SpA, que possuiu como primeiro modelo o Zonda, que possui uma aceleração de 0 a 100 em 3,4s.

## Início da vida
Horacio Pagani nasceu em 10 de novembro de 1955, na cidade de Casilda, Argentina